# 张熙 (清朝文人)
张熙（？—1736年1月31日），字敬卿，湖南衡州（治今湖南省衡阳市）人，清朝政治人物。
张熙青年时从曾静治学，颇受器重。雍正六年（1728年），曾静派他往吕留良家中访求遗书，和吕留良子吕毅中、学生严鸿逵等相结识。次年，奉师命入陕西，化名张倬，劝川陕总督岳钟琪起兵反清，被岳钟琪告发下狱。后被雍正帝故意释放。乾隆帝即位后，销毁《大义觉迷录》，将他和曾静于雍正十三年十二月十九甲申日（1736年1月31日）凌迟处死。